# Хрватска на Светском првенству у атлетици у дворани 2010.
Хрватска је десети пут учествовала на 13. Светском првенству у атлетици у дворани 2010. одржаном у Дохи од 12. до 14. марта. Репрезентацију Хрватске представљало је двоје атлетичара, који су се такмичили исто толико дисциплина.
Најбољи резултат је постигла Бланка Влашић у скоку увис одбранивши титулу освојену на претходном Светском првенству 2008. у Валенсији. Хрватска је по броју освојених медаља делила 9 место са 1 освојеном златном медаљом. У табели успешности према броју и пласману такмичара који су учествовали у финалним такмичењима (првих 8 такмичара) Хрватска је са једним учесником у финалу делила 26. место са освојених 8 бодова..
| Плас. | Земља    | 1. место | 2. место | 3. место | 4. место | 5. место | 6. место | 7. место | 8. место | Бр. финал. | Бод. |
| ----- | -------- | -------- | -------- | -------- | -------- | -------- | -------- | -------- | -------- | ---------- | ---- |
| =26   | Хрватска | 1        | 0        | 0        | 0        | 0        | 0        | 0        | 0        | 1          | 8    |

## Учесници
Мушкарци:
- Јурица Грабушић — 60 м препоне

Жене:
- Бланка Влашић — Скок увис

## Освајачи медаља

### Злато  (1)
1. Бланка Влашић — скок удаљ

## Резултати

### Мушкарци
| Атлетичар       | Дисциплина   | Лични рекорд | Квалификације | Квалификације | Полуфинале | Полуфинале | Финале                | Финале       | Детаљи |
| Атлетичар       | Дисциплина   | Лични рекорд | Резултат      | Место         | Резултат   | Место      | Резултат              | Место        | Детаљи |
| --------------- | ------------ | ------------ | ------------- | ------------- | ---------- | ---------- | --------------------- | ------------ | ------ |
| Јурица Грабушић | 60 м препоне | 7,69 НР      | 7,80          | 4. у гр. 2 КВ | 7,81       | 6 у пф. 3  | Није се квалификовала | 15. /26 (34) |        |

### Жене
| Атлетичарка   | Дисциплина | Лични рекорд | Квалификације | Квалификације | Финале   | Финале | Детаљи |
| Атлетичарка   | Дисциплина | Лични рекорд | Резултат      | Место         | Резултат | Место  | Детаљи |
| ------------- | ---------- | ------------ | ------------- | ------------- | -------- | ------ | ------ |
| Бланка Влашић | Скок увис  | 2,06 НР      | 1,92          | =1            | 2,00     |        |        |